# Mariam Luyombo
Mariam Luyombo (trước đây là Dorothy Nanziri)  là một doanh nhân giáo dục người Uganda và là giám đốc của các trường Taibah ở Uganda 

## Hoàn cảnh & Giáo dục
Mariam Luyombo đã học trường Cao đẳng Mount Saint Mary, Namagunga cho trường trung học. Bà đã lấy bằng cử nhân và thạc sĩ về giáo dục từ Đại học Makerere ở Kampala vào năm 1985 và 1997 và cũng đã tham gia một số khóa học về kinh doanh ở Uganda và Hoa Kỳ.

## Sự nghiệp
Mariam Luyombo bắt đầu một giáo viên trung học tại Trường đại học Makerere trong khoảng thời gian 1987-1988 và sau đó tiếp tục đến trường trung học St. Joseph's Nsambya (1988-1990). Sau đó, bà là hiệu trưởng của Trường nữ sinh Hồi giáo Nabisunsa.
Năm 1991, bà thành lập trường đầu tiên của mình, Taibah High School Kampala; sau đó bà lập Bạc Spoon Daycare Center Kampala vào năm 1996, Taibah Trường THCS Entebbe đường vào năm 1998, và Taibah Trường Cao đẳng Entebbe đường vào năm 2000.
Năm 2013, bà là Giám đốc điều hành của Hiệp hội nữ doanh nhân Uganda (UweAL) Lưu trữ ngày 28 tháng 7 năm 2019 tại Wayback Machine.

## Thành tích và giải thưởng
Các giải thưởng mà bà nhận được bao gồm các giải thưởng quốc gia đầu tiên Câu lạc bộ Rotary doanh nghiệp cho phụ nữ trẻ doanh nhân và Tầm nhìn mới trong năm 1995, giải thưởng Hội Namagunga Old Girls' vào năm 1998, và một Uganda Đầu tư Authority  giấy chứng nhận bàng nhận cho đấu tranh cho giáo dục thay đổi ở Uganda năm 2001.
Vào năm 2014, bà là một trong số 20 người nhận Huân chương Vàng Jubilee của Uganda  vì "đóng góp trong lĩnh vực giáo dục cho các trường Taibah" và tinh thần kinh doanh.
Năm 2015, bà là một trong những người chiến thắng và vô địch giải thưởng thế giới năm 2015 

## Cuộc sống cá nhân
Mariam Luyombo kết hôn với Hajji Abbas Luyombo, chủ sở hữu của Tập đoàn Taibah. bà có ba đứa con. Bà di cư đến Canada năm 2006  và hiện đang sống ở Ontario, Canada, nơi bà sở hữu một doanh nghiệp.